# ダンス・ウィズ・ミー
「ダンス・ウィズ・ミー」（Dance with Me）は、オーリアンズのシングル。元々はアメリカ未発売の1974年の2ndアルバム『オーリアンズII』(Orleans II)に収録されていた曲で、次の3rdアルバム『歌こそすべて』(Let There Be Music)にも収録され、そこからの2枚目のシングルとして1975年6月に発売された。
この楽曲は、ジョン・ホールのギターにより最初に曲が出来上がり、その演奏を聴いた当時の妻のジョアンナ (Johanna)が冒頭のメロディーから自然に「Dance with me」というフレーズが思い浮かんだのだという。ジョンは当初そのフレーズが当り前すぎるように思えて、もっと普通でない歌詞にしたかったが、最終的にジョアンナの提案を受け入れて彼女が歌詞を書き上げた。
「ダンス・ウィズ・ミー」は、全米ビルボードシングルチャートで6位、アダルト・コンテンポラリー・チャートでも6位を記録し、オーリアンズにとって最初の大ヒット曲となった。
アール・クルーなどのギタリストをはじめ、多くのミュージシャンにカバーされている楽曲である。

## トラック・リスト
| #  | タイトル                                              | 作詞 | 作曲・編曲 | 時間 |
| -- | ----------------------------------------------------- | ---- | ---------- | ---- |
| 1. | 「ダンス・ウィズ・ミー (Dance with Me)」              |      |            | 2:59 |
| 2. | 「エンディング・オブ・ア・ソング (Ending of a Song)」 |      |            | 3:18 |

B面の「エンディング・オブ・ア・ソング」(Ending of a Song)は、ラリー・ホッペンとマリリン・メイソンが作詞作曲した楽曲である。

## チャート記録

### 週間
| チャート(1975)                                                       | 最高位 |
| -------------------------------------------------------------------- | ------ |
| アメリカ「ホット100・シングルチャート」(Billboard Hot 100)           | 6      |
| アメリカ「アダルト・コンテンポラリー・チャート」(Adult Contemporary) | 6      |
| カナダ「RPM・シングルチャート」(RPM)                                 | 5      |

### 年間
| チャート(1975)                                                  | 位 |
| --------------------------------------------------------------- | -- |
| アメリカ「年間ビルボード・ホット・チャート」(Billboard Hot 100) | 69 |

## レコーディング・ミュージシャン
出典は
- ジョン・ホール（英語版） – リード・ボーカル、ギター、パーカッション、マンドリン
- ラリー・ホッペン（英語版） – ブリッジ・ボーカル、キーボード、ギター、メロディカ、トランペット、シンセサイザー、ベース
- ランス・ホッペン (Lance Hoppen) - ベース、バック・ボーカル
- ウェルズ・ケリー (Wells Kelly) - ドラム、パーカッション、バック・ボーカル
- デヴィッド・ケンパー – パーカッション
- フリッツ・リッチモンド（英語版） – レコーディング・エンジニア
- バート・チョート (Bart Chiate) – レコーディング・エンジニア
- トーマス・ビカリ（英語版） – レコーディング・エンジニア

## リミックス・ヴァージョン
- アナログ・メン・ヴァージョン (Analog Men version)
  - プロデュースは、ラリー・ホッペン（英語版）とジョン・ホール（英語版） [12]。1994年のアルバム『アナログ・メン』(Analog Men)に収録[12]。

## カバー・アーティスト
出典は
- ジョー・ダッサン（1975年） - アルバム『ル・コスチューム・ブラン』(Joe Dassin (Le Costume blanc))に収録。
- アール・クルー（1977年） - アルバム『フィンガー・ペインティングス』(Finger Paintings)に収録。
- デヴィッド・ファットヘッド・ニューマン（英語版）（1977年） - アルバム『ファットヘッド』(Mr. Fathead)に収録。
- バリー・クロッカー（英語版）（1978年） - アルバム『バリー・クロッカー・シング・ザ・ヒッツ Vol. 2』(Barry Crocker Sings the Hits Vol. 2)に収録。
- スタッフ（1979年） - アルバム『スタッフ・イット!』(Stuff It!)に収録。
- ベルニ・フリント（英語版）（1979年） - アルバム『ジャスト・ライク・ア・ムービー』(Just Like a Movie)に収録。
- チェット・アトキンス（1980年） - アルバム『ザ・ベスト・オブ・チェット・オン・ザ・ロード―ライヴ』(The Best of Chet on the Road — Live)に収録。
- ボビー・マクファーリン（1982年） - アルバム『ボビー・マクファーリン』(Bobby McFerrin)に収録。
- ノーキー・エドワーズ（1988年） - アルバム『ボース・サイド・ノーキー』(Both Sides of Nokie)に収録。
- Wink（1988年） - アルバム『Moonlight Serenade』に収録。
- 桑田佳祐（1991年） - ライヴ・ビデオ『Acoustic Revolution Live at Nissin Power Station 1991.3.26』に収録。
- レジーン・ヴェラスケス（2000年） - アルバム『アンソロ』(Unsolo)に収録。
- ハンク・マーヴィン（2002年） - アルバム『ギター・プレイヤー』(Guitar Player)に収録。
- ショウ・ブレイズ（2007年） - アルバム『インフルエンス』(Influence)に収録。
- キャシー・トロッコリ（英語版）（2010年） - アルバム『ハートソングス』(Heartsongs)に収録。
- アリソン・ブラウン with ロブ・アイクス（2015年） - アルバム『ザ・ソング・オブ・バンジョー』(The Song of the Banjo)に収録。